# Troye-d'Ariège

Troye-d'Ariège este o comună în departamentul Ariège din sudul Franței. În 1 ianuarie 2022 avea o populație de 110 de locuitori.